# Elysium-Region
Elysium Planitia (Elysium-Region) ist eine ausgedehnte Ebene auf dem Planeten Mars. Sie ist nach dem Elysium benannt, dem Land der Seligen in der Unterwelt der griechischen Mythologie.
Das Zentrum des Gebietes befindet sich in 14,3° nördlicher Breite und 213° westlicher Länge und hat eine Ausdehnung von etwa 2,5 Millionen km2. 
Östlich der Ebene erheben sich die erloschenen Schildvulkane Elysium Mons, Hecates Tholus und Albor Tholus. An ihrem Südostrand befindet sich der ebenfalls erloschene Schildvulkan Apollinaris Patera.